# 아르망 보베
아르노 줄리 보베(Arnaud Julie Beauvais, 1783년 9월 6일, 누에바에스파냐 스페인령 루이지애나 포인트쿠피 패리시 ~ 1843년 11월 18일, 루이지애나주 뉴올리언스)은 미국의 정치인으로 제7대 루이지애나주 주지사이다.

## 경력
- 1810 ~ ? 평화 재판 판사
- 1814 ~ 1822 제2·3·4·5대 루이지애나 하원의원
- 1820 ~ 1822 루이지애나 하원의장
- 1823 ~ 1827 제6·7대 루이지애나 상원의원
- 1827 ~ 1829 제7대 루이지애나 상원의장
- 1829.10 ~ 1830.01 제7대 루이지애나 주지사

## 역대 선거 결과
| 선거명        | 직책명            | 대수 | 정당       | 득표율 | 득표수  | 결과 | 당락 |
| ------------- | ----------------- | ---- | ---------- | ------ | ------- | ---- | ---- |
| 1830년 재선거 | 루이지애나 주지사 | 9대  | 국민공화당 | 17.57% | 1,475표 | 3위  | 낙선 |